# ノストラダムス戦慄の啓示 (映画)
『ノストラダムス戦慄の啓示』（ノストラダムスせんりつのけいじ）は、幸福の科学出版による日本映画で、1994年9月10日に東映系で公開された。上映時間は103分。宗教性の高いスペクタクル映画である。公開時のキャッチコピーは「大地は揺れ、常識は崩れる。」

## 概要
地球を舞台に繰り広げられる「光と闇の戦い」がメインテーマであり、同名の原作本でのノストラダムス霊が霊言で語る予言だけではなく、幸福の科学の示す思想と新たな予言が表現されている。大川隆法の著作『太陽の法』が示す思想が世界に広まり「幸福の科学」の活動によって世紀末の危機が克服されてゆくことを暗示している。
朝日新聞社主催「朝日ベストテン映画祭」読者賞グランプリ受賞（1995年）。
作品中の8割から9割のシーンにおいて SFX が採用されており、日本映画として初めて「シネオン(Cineon)」が導入されたが、シネオン以外にも、光学合成やコンピュータグラフィックス(CG)、ミニチュアの特撮などの手法が使用されている。CGは当時日本最大のデジタル合成画像制作会社であったリンクスによるもの。

## ストーリー
霊界にいるノストラダムスの手元には、一冊の予言の書『予言集（百詩篇、諸世紀）』がある。その書には、予言どおりに起きてしまった19世紀から20世紀の悲惨な歴史が記されていた。20世紀末には、地球人類の発する悪想念が勢力を拡大し、地球は闇に沈もうとする。しかしながら、善なる方向絵へ救済しようと神の光を地上に供給するために天上界の高級霊人たちも懸命の努力を続けていた。
地球を舞台に繰り広げられる「光と闇の戦い」がメインテーマであるが、以下のテーマに関する個別のストーリーが進行し、原作本『ノストラダムス戦慄の啓示』とは異なり、大川隆法の著作『太陽の法』が示す思想と、新たな予言が表現されている。
1. 悪想念と地球意識
2. 霊界構造の秘密
3. 天使の仕事
4. 生まれ変わりのシステム
5. 宇宙人とUFO
6. 救世の法 - 太陽の法
7. エル・カンターレ

そして、地球は未曾有の危機に見舞われてゆく。世界の様々な大都市が次々に崩壊していくき、遂に日本へ向けて核ミサイルが発射されようとしていた。しかし、人類の愛の力「エル・カンターレ ファイト」によって、ミサイルは倒されるのだった。

## 登場人物・キャスト
- 大月ウルフ (ノストラダムス)
- 七次元菩薩界（七次元コントロールゾーン）
  - 小川知子(指導天使・サウラ)
  - 山根龍志 (天使・蓮空)
  - アリ・アーメッド ALI AHMED
  - アン・ラゾー ANN LAZO
  - マリア・サマーズ MARIA SUMMERS
  - ロニー・サンタナ RONNY SANTANA
  - ルビー・モレノ RUBY MORENO
- 生まれ変わりのドーム
  - 坂本長利
  - でんでん（役人天使・藤堂）
  - 芦川よしみ (女性教師・育子)
  - 石井めぐみ (主婦・頼子)
  - あえば浩明（饗庭直道） (頼子の息子となる魂、耕平)
  - 笠松長麿（頼子とその息子に立ち会う役人天使、島津）
  - 清水章吾
  - 下塚誠 (医師・橘)
- 日本神道霊界
  - 南原宏治 (高天原の議長)
  - 阿藤海 (男神・火之迦具土之神)
  - 誠直也
  - 石橋雅史 (天八代身神)
  - 渡辺哲
- 地上の世界
  - 荒谷公之 (頼子の夫)
  - 江見俊太郎 (医師)
  - 水森コウ太 (医師)
  - 修健
  - 武見龍磨
  - 宮田かずこ
  - 景山民夫
  - 石黒正男
  - 稲垣ひろ子
  - 稲村建
  - 榎本貴志
  - 大友町子
  - 大山剛
  - 加藤治
  - 楠見彰太郎
  - 神山兼三
  - 小森琴世
  - 堺美紀子
  - サンリー
  - 橘家二三蔵 (患者)
  - 辰馬伸
  - 戸田信太郎
  - 中澤敦子
  - 福永喜一
  - 藤田典子
  - 安本卓史
  - 山内宏聡
  - 山下一郎
  - 弓林司
  - 福田亘
  - 吉尾亜希子
  - 吉田美和
  - 米澤浩
  - 大野真喜
  - 香川祐太朗
  - 北村正晴
  - 小西啓太
  - 斎藤功司
  - 佐々木恵
  - 島田正直
  - 菅野良介
  - 高橋良介
  - 山口亜衣
  - 山本茜
  - 吉田仁美
  - ANTHONY CHARLES NETZLER
  - CHRISTPHER CANNON
  - JOSHUA LIEBERMAN
  - THAISA SHELDON
  - DANIEL RETON
  - NASIR MAHMOOD
  - NICOLE SPURWAY
  - PHILIP SILVERSTEIN
  - MICHELE FROST
  - ROBERT HOFFMAN
  - YELENA REPORYERA
  - JOANA VARGAS
  - MARK ARDITO
  - FREDERIK JOHANSSON

## スタッフ
- 制作総指揮・原作：大川隆法
- 企画：大川隆法
- 脚本：ノストラダムス・シナリオプロジェクト
- プロデューサー：丸久生
- プロデューサー補：飯島茂
- 監督：粟屋友美子
- 撮影監督：金子雪生
- 撮影：高瀬比呂志
- 特撮監督：川添和人
- 美術：竹内公一
- 美術監修：木村威夫
- 照明：田村文彦
- 録音：矢野勝久
- 助監督：東田眞一
- 制作担当：市村智保
- 編集：菅野善雄
- 特殊効果：古賀信明
- CG制作プロデューサー：杉村克之
- CG制作：秋山貴彦
- 視覚効果：小野寺浩
- デジタル合成：シネサイト
- アドバイザー：景山民夫
- 音楽プロデューサー：高桑忠男（東映音楽出版）
- 音楽：水澤有一
  - Fuji-Yama
- 制作協力：プラニング アーツ、アニメーション スタッフルーム、リンクス
- 配給：東映

## サウンドトラック
- 映画『ノストラダムス戦慄の啓示』オリジナル・サウンドトラック

本作のオリジナル・サウンドトラックCDは、1994年9月21日にソニーレコードから発売された。音楽は冨田勲プロジェクトの一人 水澤有一と、TV番組も多く手掛けるFuji-yamaが担当し、東洋音階や民族音楽も取り込んだ多様な曲作り。水澤は1990年3月11日の幕張メッセ幕張イベントホールでの大講演会『信仰と愛』から「幸福の科学」での奉納曲を手掛けてきたが、本作が最初の本格的な映画音楽作りで、20曲中12曲を担当した。
レーベル：ソニーレコード
型番：SRCL-2988
発売日：1994年9月21日
EAN 4988009298825、ASIN B000064QM2
演奏・作曲・編曲・Mixing & Recording Engineer：水澤有一、Fuji-Yama
Executive Producer：小田康博（幸福の科学出版）、酒井政利（Sony Records）
Producer：高桑忠男（東映音楽出版）
A & R Director：小山田義根、荒巻義郎（Sony Records）
Mastering Engineer：加藤登美枝、大越学、湯前文枝（Sony Records）
Creative Director：霧生正博
Art Director：藤原佳夫
Copywriter：小山惠美子
Special Thanks：近藤正岳（東映）
| #         | タイトル                                              | 作詞      | 作曲・編曲 | 演奏      | 時間 |
| --------- | ----------------------------------------------------- | --------- | ---------- | --------- | ---- |
| 1.        | 「ゾーンマップ〜九次元の会議 エル・カンターレの降臨」 |           | 水澤有一   | 水澤有一  | 2:21 |
| 2.        | 「メインテーマ」                                      |           | 水澤有一   | 水澤有一  | 2:29 |
| 3.        | 「ノストラダムスの予言（序曲）」                      |           | Fuji-Yama  | Fuji-Yama | 3:26 |
| 4.        | 「ゾーンマップ〜八次元「神殿」」                      |           | 水澤有一   | 水澤有一  | 1:53 |
| 5.        | 「ノストラダムスの部屋」                              |           | Fuji-Yama  | Fuji-Yama | 3:36 |
| 6.        | 「ゾーンマップ〜高天原」                              |           | 水澤有一   | 水澤有一  | 3:20 |
| 7.        | 「七次元コントロールゾーン」                          |           | 水澤有一   | 水澤有一  | 3:45 |
| 8.        | 「戦場への啓示（インスピレーション）」                |           | Fuji-Yama  | Fuji-Yama | 2:51 |
| 9.        | 「ゾーンマップ〜六次元ドーム」                        |           | 水澤有一   | 水澤有一  | 2:40 |
| 10.       | 「六次元オリエンテーションルーム」                    |           | 水澤有一   | 水澤有一  | 2:19 |
| 11.       | 「三次元へ」                                          |           | 水澤有一   | 水澤有一  | 1:30 |
| 12.       | 「母と子の約束」                                      |           | Fuji-Yama  | Fuji-Yama | 2:31 |
| 13.       | 「二組の宇宙人」                                      |           | Fuji-Yama  | Fuji-Yama | 2:29 |
| 14.       | 「エル・カンターレの目覚め」                          |           | 水澤有一   | 水澤有一  | 2:41 |
| 15.       | 「指導天使の祈り」                                    |           | 水澤有一   | 水澤有一  | 1:32 |
| 16.       | 「地球の叫び〜天変地異」                              |           | Fuji-Yama  | Fuji-Yama | 3:12 |
| 17.       | 「ノストラダムスの予言」                              |           | Fuji-Yama  | Fuji-Yama | 4:07 |
| 18.       | 「祈り〜光と闇の戦い」                                |           | 水澤有一   | 水澤有一  | 6:16 |
| 19.       | 「3か月後」                                           |           | Fuji-Yama  | Fuji-Yama | 1:58 |
| 20.       | 「太陽の時代へ」                                      |           | 水澤有一   | 水澤有一  | 4:34 |
| 合計時間: | 合計時間:                                             | 合計時間: | 合計時間:  | 59:30     |      |

## 映像ソフト化
- VHS愛蔵版『ノストラダムス戦慄の啓示 完全編集版ビデオセット』

メーカー：幸福の科学出版
形態：VHSビデオ 2本組、豪華箱入り、オリジナル シナリオ本付き
映画本編+メイキング映像ビデオ45分+オリジナル シナリオ
発売日：1995年3月21日
型番： K 089
ISBN 978-4-87688-752-1
- VHSビデオ『ノストラダムス戦慄の啓示』

発売元：東映ビデオ
収録時間：103分
発売日：1995年3月21日
型番：VFZB-00609 、レンタル用型番：VRZB-609、VSZB-609
EAN 4988101048649、JAN 4988101048649、ASIN B00005GPH0
- DVD『ノストラダムス戦慄の啓示』

収録内容：
1. 本編映像 106分
2. 劇場予告編映像 1分40秒
3. TVズポット映像：公開前用 15秒、公開後用 15秒
片面2層 MPEG-2 カラー ビスタサイズ
字幕：英語、字幕Off
発売元：幸福の科学出版
発売日：2016年12月16日
型番： K 1150
ISBN 978-4-86395-389-5
EAN 4582316050499、JAN 4582316050499、ASIN B01N0J6M4T
- そのほか Amazon Prime Video などで映像配信あり。

ASIN B07HKSRX1V